# 卡米盧斯 (紐約州村)
卡米盧斯（英語：Camillus）是位於美國紐約州奧農達加縣的村。

## 人口
根據2020年美國人口普查的數據，卡米盧斯的面積為1.05平方千米，皆為陸地。當地共有人口1222人，而人口密度為每平方千米1,164人。